# Exhorder
Exhorder est un groupe de thrash metal, originaire de La Nouvelle-Orléans, Louisiane, formé au cours des années 1980. Ses membres sont parfois considérés comme des pionniers du son et du style défini comme le groove metal (appelé aussi post-thrash ou encore US power metal). Le groupe se sépare dix ans après sa formation. Par la suite, le chanteur Kyle Thomas rejoint Floodgate, Alabama Thunderpussy et Trouble. Le groupe sort un album en 2019, Mourn the Southern Skies, très bien reçu par la critique.

## Biographie

### Débuts (1985-1994)
Exhorder s'est formé à La Nouvelle-Orléans, en Louisiane en 1985. Après l'enregistrement de quelques démos dans la branche du thrash metal, les membres s'orientent vers une sonorité plus groove metal avec leur album studio, Slaughter in the Vatican, commercialisé en 1990. Cette sonorité se développe de loin dans leur album, The Law, commercialisé en 1992. Le groupe se dissout deux ans plus tard.

### Réunification (depuis 2008)
Le 9 mai 2008, le groupe se réunit de nouveau et commence l'écriture de nouvelles chansons. En 2008, la page officielle MySpace du groupe contient le line-up original, ainsi que de nouveaux liens de leurs enregistrements. Il joue la première fois depuis leur réunification le 14 novembre 2009 au Southport Hall de Jefferson, Los Angeles, puis le 12 décembre 2009 au City Club in Houma, Los Angeles. Une soirée est organisée aux côtés de Crowbar au Hangar de La Nouvelle-Orléans le 12 février 2010.
Le 22 mars 2011, le bassiste Frankie Sparcello décède. La cause de son décès reste inconnue. Pour trois futures dates, le groupe recrute un remplaçant à la basse Jorge Caicedo à la dernière minute. le groupe a également participé au Maryland Deathfest le 28 mai 2011.
Le groupe se reforme une quatrième fois pour une tournée en 2018.
Les deux membres fondateurs Vinnie LaBella (guitare) et Kyle Thomas (chant) seront accompagnés maintenant de Jason Viebrooks à la basse (Heathen), de Sasha Horn à la batterie (Forbidden) et de Marzi Montazeri à la guitare rythmique (ex-Superjoint Ritual, ex-Phil Anselmo & The Illegals).

## Controverses
Des débats se sont ouverts entre les fans de Pantera et ceux d'Exhorder concernant la similitude de leur son,, alimentés par le succès de Pantera et l'ombre d'Exhorder,. Le chanteur du groupe Kyle Thomas explique qu'il ne s'occupe pas des critiques faites concernant le groupe, mais qu'il est fatigué d'entendre le nom de Pantera quand Exhorder est cité.

## Membres

### Membres actuels
- Vinnie LaBella - guitare (1985–1994, 1998–2003, , depuis 2017dpuis 2008)
- Seth Davis - batterie (depuis 2010)
- Jorge Caicedo - basse (depuis 2011)

### Anciens membres
- Kyle Thomas - chant (1985–1994, 1998–2003, 2008–2011)[8]
- David Main - guitare (1985–1988)
- Jay Ceravolo - guitare (1988–1994, 1998–2003, 2008–2011)
- Andy Villafarra - basse (1985–1990, 2009–2010)
- Chris Nail - batterie (1985–1994, 1998–2003, 2008–2010)
- Frankie Sparcello - basse (1991–1994, 2010–2011)

## Discographie
- 1986 : Get Rude (démo)
- 1988 : Slaughter In The Vatican (démo)
- 1990 : Slaughter In The Vatican (album)
- 1992 : The Law (album)
- 1994 : Live Death (Split avec Suffocation, Malevolent Creation, Cancer)
- 2019 : Mourn the Southern Skies (album)